# Czworobok przegubowy

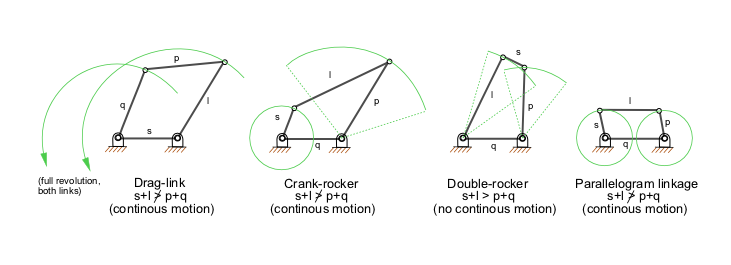
Przykłady czworoboków przegubowych

Czworobok przegubowy – łańcuch kinematyczny zamknięty, złożony z czterech członów połączonych przegubowo.
Czworobok przegubowy ma specjalne znaczenie w teorii mechanizmów i maszyn. Może on być bowiem uważany za model kinematyczny wielu mechanizmów stosowanych w budowie maszyn, które mogą być zeń otrzymane, lub sprowadzone doń drogą odpowiedniego przekształcenia. Długości jego członów, mierzone między osiami par kinematycznych, muszą spełniać warunki geometryczne umożliwiające utworzenie czworoboku, tzn. suma dowolnych trzech z nich musi być zawsze większa od długości członu pozostałego. Unieruchamiając jeden z członów czworoboku (tzn. przyjmując go za podstawę) otrzymujemy mechanizm dźwigniowy. Mechanizm może występować w trzech następujących odmianach:
1. korbowo-wahaczowy w której jeden z członów  przy podstawie wykonuje ruch obrotowy a drugi obrotowo-zwrotny
2. dwukorbowy w której oba człony przy podstawie wykonują ruch obrotowy
3. dwuwahaczowy w której oba człony przy podstawie wykonują ruch obrotowo-zwrotny

Przynależność mechanizmu do jednego z powyższych grup można ustalić opierając się o tzw. warunki Grashofa, które mówią, że suma długości korby i jednego z członów mechanizmu jest mniejsza od sumy długości członów pozostałych, co zapisujemy:
{\displaystyle l_{1}+l_{2}<l_{3}+l_{4}}
{\displaystyle l_{2}+l_{3}<l_{1}+l_{4}}
{\displaystyle l_{2}+l_{4}<l_{1}+l_{3}}
gdzie :{\displaystyle l_{2}} to długość korby
Wnioski:
- jeśli warunki są spełnione oraz człon najkrótszy jest przy podstawie to układ jest korbowo-wahaczowy
- jeśli warunki są spełnione oraz człon najkrótszy jest łącznikiem to układ jest dwuwahaczowy
- jeśli warunki są spełnione oraz człon najkrótszy jest podstawą to układ jest dwukorbowy
- jeśli warunki nie są spełnione to układ jest dwuwahaczowy